# Магдалена Бенджиславска
Магдалена Бенджисла̀вска (на полски: Magdalena Bendzisławska) е полска лекарка, смятана за първата жена хирург в полските земи.
Придобива медицински умения от своя мъж, който работи като лекар в кралската мина за сол във Величка. След неговата смърт поема професионалните му задължения. На 6 октомври 1697 година получава кралска привилегия от крал Август II да практикува медицинските си умения.